# Rajićeva Shopping Center
Rajićeva Shopping Center је тржни центар у центру Београда.

## О тржном центру
Шопинг центар Рајићева је пројекат реализован од стране компаније АБД д.о.о. основане од стране Ashtrom Group, једне од водећих и највећих грађевинских компанија и групација за трговину некретнинама у Израелу, која је основана 1963. и изградила бројне велике и комплексне пројекте широм света.
Отворен 14. септембра 2017. у Кнез Михаиловој улици бр. 54. У простору од 15.300 квадратних метара смештено је више од 80 локала и 450 подземних паркинг места на три нивоа. Тржни центар се састоји од приземља, сутерена и још три спрата (последњи за децу).
Поред водећих брендова као што су Tommy Hilfiger, Scotch & Soda, Lindex, Springfield, Levis, Huawei, Timberland, Pandora, Esprit, Carpisa, Extreme Intimo, Nine West, Yamamay и многих других, појавили су се и поједини брендови који су по први пут на нашем тржишту (Calvin Klein Jeans, Armani Exchange, Go Active i Dormeo Home). Лего коцке по први пут у Србији имају своју званичну продавницу. Садржи и све сервисне јединице као што су супермаркет, апотеке, мобилни оператери, одећа, кућне потребштине и електроника.
Тржни центар има четири засебна улаза: из Кнез Михаилове, улице Краља Петра, као и из Париске и Узун Миркове.
Како је Тржни центар саграђен на територији некадашњег депоа Библиотеке града Београда она је изградњом ТЦ Рајићева добила проширење простора депоа који се сада налази на подземним нивоима на простору од 1.600 квадратних метара и обезбеђена је подземна веза на доњем нивоу библиотеке са новим простором као и независан улаз из Улице кнеза Михаила.
Тржни центар Рајићева

## Археолошко налазиште
Пре почетка радова спроведена су археолошка истраживања и пронађени су остаци римског трга из 2. века, римских улица из 4. и турски остаци из 17. века, који су реконструисани, сачувани и презентирани. Љубазношћу Народног музеја у Београду, у Тржном центру су изложени остаци камене архитектонске пластике из римског доба у застакљеним басенима на улазима у објекат.

### Историја испод и изнад Тржног центра
- Камени остаци из римског доба
- Камени остаци из римског доба
- Камени остаци из римског доба
- Камени остаци из римског доба
- Камени остаци из римског доба